# Lijst van conflicten en oorlogen met Surinaamse betrokkenheid
Dit is een lijst van conflicten en oorlogen met Surinaamse betrokkenheid, inclusief het grotere Nederlands-Guiana. 
| Begin | Eind | Naam conflict        | Partijen                                                       | Partijen                                                  | Uitkomst                                                                                               |
| Begin | Eind | Naam conflict        | Partij 1                                                       | Partij 2                                                  | Uitkomst                                                                                               |
| ----- | ---- | -------------------- | -------------------------------------------------------------- | --------------------------------------------------------- | --- |
| 1667  | 1667 | Invasie van Suriname | Republiek der Zeven Verenigde Nederlanden                      | Koninkrijk Engeland                                       | Nederlandse overwinning - Vrede van Breda                                                              |
| 1678  | 1686 | Inheemse oorlog      | Republiek der Zeven Verenigde Nederlanden                      | Inheemse volken                                           | Vrije vestiging inheemsen en formele beëindiging inheemse slavernij - Vredesverdrag van 1686           |
| 1757  | 1793 | Boni-oorlogen        | Nederlands Suriname                                            | Marrons van Suriname: Adyáko, Boni, Baron, Jolicoeur e.a. | Nederlandse overwinning - Guerilla en strafexpedities - Moord op Boni (1793) - Diverse vredesverdragen |
| 1804  | 1804 | Slag om Suriname     | Bataafse Republiek • Nederlands-Guiana Eerste Franse Republiek | Verenigd Koninkrijk                                       | Britse overwinning - Britse bezetting van Suriname tot 1816                                            |
| 1980  | 1980 | Sergeantencoup       | Henck Arron                                                    | Desi Bouterse                                             | Omverwerping regering door Bouterse - Decembermoorden (1982) - Herstel democratie (1987)               |
| 1982  | 1982 | Rambocuscoup         | Soerinder Rambocus                                             | Desi Bouterse                                             | Mislukt. Bouterse behoudt de macht.                                                                    |
| 1986  | 1992 | Binnenlandse Oorlog  | Nationaal Leger                                                | Junglecommando Tucajana Amazones                          | Onbeslist - Bloedbad van Moiwana (1986) - Vredesverdrag (1992)                                         |
| 1990  | 1990 | Telefooncoup         | Ramsewak Shankar                                               | Desi Bouterse                                             | Omverwerping regering door Bouterse - Herstel democratie (1991)                                        |